# Drax Project
I Drax Project sono un gruppo musicale neozelandese formatosi nel 2013 e attiva discograficamente dal 2014. Diventati noti grazie al singolo Woke Up Late, che ha ottenuto 4 dischi di platino in Nuova Zelanda, hanno pubblicato il loro album di debutto Drax Project nel 2019. L'album ha ottenuto un disco d'oro e raggiunto la seconda posizione nella classifica neozelandese.

## Storia del gruppo
Il gruppo nasce nel 2013 come duo formato da Shaan Singh e Matt Beachen, i quali erano soliti esibirsi in vari locali con cover di canzoni pop. Nei mesi successivi alla formazione della band, Sam Thomson e Ben O'Leary si uniscono al gruppo e tutti e quattro iniziano a lavorare su musica inedita. Nell'agosto 2014 pubblicano un EP eponimo in maniera indipendente dopo di che si esibiscono in svariati festival, costruendosi una popolarità sempre maggiore. Nel 2016 firmano un contratto discografico con Universal Music Group e pubblicano l'EP T/W/OO, con cui entrano per la prima volta nella classifica album neozelandese. Nel corso del 2017 aprono alcuni concerti del Melodrama World Tour di Lorde e pubblicano l'EP Covers (Live).
Nel novembre 2017 pubblicano il singolo Woke Up Late, che ottiene un grande successo in Nuova Zelanda ottenendo quattro dischi di platino; nel 2019 pubblicano una seconda versione del brano in collaborazione con Hailee Steinfeld, che ottiene un grande successo anche in Australia ottenendo due dischi di platino. Nel 2018 aprono vari concerti del ÷ Tour di Ed Sheeran e del Never Be The Same Tour di Camila Cabello, dopo di che pubblicano il loro terzo EP Noon, che raggiunge la decima posizione nella classifica neozelandese e viene certificato disco d'oro. Nel 2019, dopo aver aperto i concerti europei del The X Tour di Christina Aguilera, pubblicano il loro album di debutto eponimo. Il disco raggiunge la seconda posizione nella classifica neozelandese e viene certificato oro nel medesimo mercato. Segue il loro primo tour da headliner.
Nel 2020 collaborano con Fetty Wap nel singolo Firefly, che viene certificato oro in Nuova Zelanda. Nel marzo 2021 pubblicano il singolo Over It. Nel  2022 pubblicano l'EP Diamond.

## Formazione
- Shaan Singh – voce, sassofono
- Matt Beachen – batteria
- Sam Thomson – basso
- Ben O'Leary – chitarra

## Discografia

### Album in studio
- 2019 – Drax Project
- 2023 – Upside

### EP
- 2016 – T/W/OO
- 2017 – Covers (Live)
- 2018 – Noon
- 2018 – Noon (Acoustic)
- 2022 – Diamond

### Singoli
- 2016 – Cold
- 2016 – Came to Me
- 2016 – Falling Out of Sight
- 2016 – So Lost
- 2017 – Woke Up Late
- 2018 – Toto
- 2019 – All This Time
- 2019 – Catching Feelings (feat. Six60)
- 2020 – Relax
- 2020 – Firefly (feat. Fetty Wap & Aacacia)
- 2020 – Tukituki te manawa
- 2021 – Over It
- 2022 – Crazy
- 2022 – Mad at You
- 2022 – Gameboy Color